# Amyloid

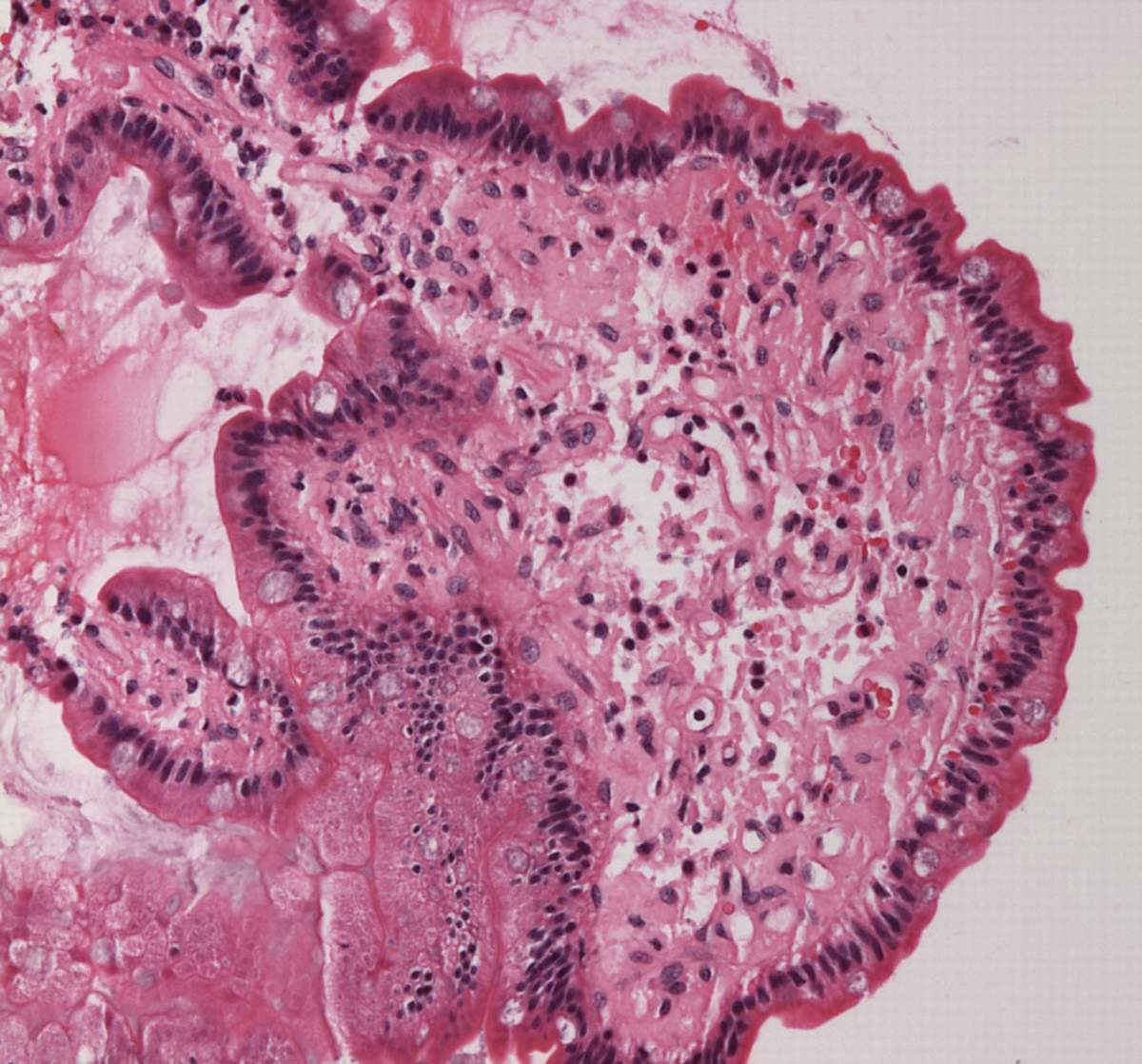
Mikrofotografie zabírající amyloidová depozita (růžová) v tenkém střevě

Amyloid (z řec. amylon = škrob), je bílkovina, resp. její fragment, která se při chorobných stavech ukládá v mezibuněčném prostoru. Proteiny, ze kterých vzniká amyloid, se většinou fyziologicky vyskytují v těle, např. prekurzory amyloidu, např. sérový amyloid A nebo lehké řetězce imunoglobulinů. Méně časté jsou mutace, které vedou k tvorbě proteinů pohotovějších k tvorbě amyloidu, např. tzv. finský nebo portugalský typ amyloidózy.

## Historie
První pitevní nálezy popisující stav, který byl nejspíše amyloidózou, pocházejí z roku 1639, jejich autorem byl Nicolaus Fontanus. Karel Rokitanský popsal vlastnosti tohoto domnělého "vosku" v roce 1842. Autorem termínu amyloid je Rudolf Virchow, který se na rozdíl od Rokytanského domníval, že jde skutečně o škrob nebo možná o glykogen. Carl Friedreich a August Kekulé ovšem záhy prokázali, že amyloid má složení odpovídající proteinům. Popis struktury amyloidu a objev, že amyloid může vznikat z několika různých proteinů, normálních i patologicky změněných, spadají již do druhé poloviny 20. století.

## Původ
Při vzniku amyloidu je klíčová přeměna prostorového uspořádání prekurzorového proteinu z alfa-helixu na strukturu beta-skládaný listu. Beta listy jednotlivých proteinů nebo proteinových fragmentů se k sobě paralelně přikládají a poměrně pevně se k sobě vážou. Tímto způsobem postupně vzniká tzv. amyloidová fibrila. Amyloidová fibrila je mimořádně odolná vůči degradaci enzymy, navíc má mimořádné mechanické vlastnosti (struktura amyloidu je podobná struktuře fibroinu v hedvábí). Kromě fibril obsahuje amyloid tzv. koprecipitované komponenty, což jsou další proteiny, které se normálně vyskytují v krvi nebo v extracelulární matrix, a které mohou hrát nějakou roli v biologii amyloidu.

## Průkaz
K průkazu amyloidu je popsáno několik testů, např. Virchowova zkouška s Lugolovým roztokem a kyselinou sírovou nebo barvení anilinovými barvami (např. krystalovou violetí). Zlatým standardem v diagnostice je ovšem barvení konžskou červení a průkaz dvojlomu v polarizačním mikroskopu.
Často je účelné stanovit protein, ze kterého amyloid vznikl. Imunohistochemické metody jsou v tomto ohledu nejčastěji používané, ale jejich spolehlivost není v tomto případě příliš vysoká, protože amyloid na jedné straně ztrácí svoji antigenní strukturu a na straně druhé může být schopen nespecificky vázat protilátky.

## Klasifikace
Z klinického hlediska je podstatné dělit amyloidózy na lokalizované a systémové.
Lokalizované amyloidózy postihují jen jeden systém. Protein, ze kterého vzniká amyloid, je obvykle tvořen v místě depozita. Patří sem např. Alzheimerova choroba, Parkinsonova choroba, demence s Lewyho tělísky, BSE nebo pokročilá stádia diabetu II. typu (u diabetu nejde o příčinu onemocnění ale o následek nadprodukce inzulínu). Zvláštní formou je nádorový amyloid, tedy amyloid vzniklý v důsledku nadprodukce amyloidogenního proteinu nádorem.
Systémové amyloidózy naopak postihují celý organismus, i když míra postižení jednotlivých orgánů se může lišit. Původně se rozlišovaly pouze dvě formy amyloidózy: Primární, u které nebylo patrné vyvolávající onemocnění, a sekundární, u které bylo patrné vyvolávající onemocnění. Na dnešní úrovni poznání je toto dělení nesprávné, ale protože se vžilo, není účelné od něj upouštět.
Sekundární amyloidóza se může vzácně objevit jako komplikace chronického zánětlivého onemocnění. V rozvinutých zemích jde nejčastěji o revmatická onemocnění, v rozvojových jde o chronické infekce, jako je tuberkulóza nebo osteomyelitida. Protože je prekurzorovým proteinem tzv. sérový amyloid A, který se tvoří při zánětu, značí se tato amyloidóza jako AA.
Primární amyloidóza se objevovala bez patrné vyvolávající příčiny. Dnes se již ví, že primární amyloidóza doprovází poruchy kostní dřeně na hraně nádorového onemocnění. Při této poruše jsou nadprodukovány lehké řetězce imunoglobulinů (výjimečně těžké řetězce), které mohou za nepříznivých okolností dát vznik amyloidu. Takto vzniklá amyloidóza se značí AL resp. AH.
Další významnou formou je amyloidóza dialyzovaných. U pacientů na chronické dialýze v konečném stádiu poškození ledvin dochází k poklesu vylučování β2-mikroglobulinu, který může dát vzniknout amyloidu. Moderní hemodialyzační přístupy s tímto rizikem počítají a reagují na něj.
Dále existuje celá řada dědičných syndromů, při kterých je mutací způsobena změna proteinu, který je náchylnější ke tvorbě amyloidu. Nejdéle známou je tzv. portugalský typ amyloidózy, za který je zodpovědná jedna konkrétní mutace prealbuminu. Jiným typem je tzv. finský typ (popsaný i případ v ČR), kde je mutován gelsolin.

### Příklady chorob spojených s akumulací amyloidu
| Nemoc                                                                        | Proteinový prekurzor              | Oficiální zkratka |
| ---------------------------------------------------------------------------- | --------------------------------- | ----------------- |
| Alzheimerova nemoc                                                           | Beta amyloid                      | Aβ                |
| Diabetes mellitus 2. typu                                                    | IAPP (Amylin)                     | AIAPP             |
| Parkinsonova choroba                                                         | α-Synuclein                       | není              |
| Přenosné spongiformní encefalopatie např. Bovinní spongiformní encefalopatie | PrPSc                             | APrP              |
| Fatální familiární insomnie                                                  | PrPSc                             | APrP              |
| Huntingtonova nemoc                                                          | Huntingtin                        | není              |
| Medulární karcinom štítné žlázy                                              | Kalcitonin                        | ACal              |
| Kardiální arytmie, Izolovaná síňová amyloidóza                               | Atrialní natriuretický polypeptid | AANF              |
| Ateroskleróza                                                                | Apolipoprotein AI                 | AApoA1            |
| Revmatoidní artritida                                                        | Sérový amyloid A                  | AA                |
| Prolaktinom                                                                  | Prolaktin                         | APro              |
| Familiární amyloidní polyneuropatie                                          | Transthyretin                     | ATTR              |
| Dědičný non-neuropatická systémová amyloidóza                                | Lysozym                           | ALys              |
| Amyloidóza související s dialýzou                                            | Beta 2 mikroglobulin              | Aβ2M              |
| Finská amyloidóza                                                            | Gelsolin                          | AGel              |
| Mřížovitá korneální dystrofie (LCD)                                          | Keratoepithelin                   | AKer              |
| Cerebrální amyloidní angiopatie                                              | Beta amyloid                      | Aβ                |
| Cerebrální amyloidní angiopatie (islandský typ)                              | Cystatin                          | ACys              |
| systémová AL amyloidóza                                                      | Lehké řetězce imunoglobulinů AL   | AL                |
| Mnohotný myelom                                                              |                                   |                   |